# Dodge Nitro
Dodge Nitro je terenac američke automobilske marke Dodge. Nitro je pušten u prodaju 2007. godine, te ima istu platformu kao i Jeep Liberty. Osmišljen i dizajniran je u Toledu, Ohiju u Toledo North Assembly Plantu.

## Prodaja u Sjedinjenim Američkim Državama
| Godina | Prodaja |
| ------ | ------- |
| 2007.  | 74,825  |
| 2008.  | 36,368  |
| 2009.  | 17,443  |
| 2010.  | 22,618  |

## Vanjske poveznice
- Službena stranica  Arhivirana inačica izvorne stranice od 25. travnja 2011. (Wayback Machine)